# Nicolás Mazzina
Jorge Nicolás Mazzina es un exfutbolista argentino.

## Trayectoria
Surgido de las inferiores de Boca, debutó en Kimberley de Mar del Plata (29 partidos, 8 goles). Posteriormente Nicolás Mazzina se fue a Europa en búsqueda de oportunidades que no supo tener en el fútbol local.
En julio de 2001 apareció en el Swansea City de Gales (que jugaba en la tercera división inglesa) junto a Matías Lencina. El equipo galés era noticia en ese momento porque había fuertes rumores de la venta por parte de su dueño, debido a millonarias perdidas. Al parecer, ambos argentinos habían llegado en el mismo “paquete” después de haberse probado en el Hibernian escocés sin demasiada suerte. Firmó por una temporada con el conjunto de Gales pero no llegó a cumplir su contrato, ya que en febrero de 2002, después de haber jugado tres partidos de Liga y uno de Copa, se alejó debido a problemas económicos del club.
La experiencia británica no terminó y en agosto del mismo año se unió a las filas del York City FC (de la tercera división inglesa) junto a Matías Veron y dejó imágenes diversas: por un lado se dijo que era alguien rápido y hábil mientras que por otro lado, había gente que sostenía que era un truco publicitario del dueño del club en ese momento. Lo cierto es que jugó solamente tres partidos (de suplente) en un poco más de dos meses y su contrato no fue renovado.
Luego llegó un gran hueco en su carrera deportiva, que duró hasta 2004, cuando se lo vio en un equipo llamado Agrupación Deportiva Parador en la liga regional preferente de Almería. 
En el año 2012 firma con el Polideportivo Ejido para entrenar las divisiones inferiores infantiles.

## Clubes
| Club                         | País      | Año       |
| ---------------------------- | --------- | --------- |
| Kimberley de Mar del Plata   | Argentina | 2000-2001 |
| Swansea City                 | Gales     | 2001-2002 |
| York City                    | Gales     | 2002-2003 |
| Agrupación Deportiva Parador | España    | 2004-2006 |